# Чарли Вотс
Чарлс Роберт "Чарли" Вотс (енгл. Charles Robert "Charlie" Watts; Лондон, 2. јун 1941 – Лондон, 24. август 2021) био је енглески бубњар. Био је члан чувене енглеске рок групе Ролингстонси од 1963. године до своје смрти. Својевремено је основао и властити џез бенд. Вотс је преминуо 24. августа 2021. године.